# Scenopinus tarsalis
Scenopinus tarsalis är en tvåvingeart som först beskrevs av Krober 1913.  Scenopinus tarsalis ingår i släktet Scenopinus och familjen fönsterflugor.
Artens utbredningsområde är Etiopien. Inga underarter finns listade i Catalogue of Life.